# Henri-Victor Roguier
Henri-Victor Roguier est un sculpteur français, lauréat du prix de Rome en 1784.

## Biographie
Henri-Victor Roguier est né le 7 mars 1758 à Besançon, où son père Nicolas était pâtissier traiteur.
Admis à l’Académie royale de peinture et de sculpture de Paris, il est l’élève de Louis Boizot; à partir de 1780, il est attaché à la  Manufacture royale de porcelaines de Sèvres.
Il remporte le second grand prix de Rome en 1784 (le sujet était « Joseph vendu par ses frères ») alors que le premier grand prix est décerné à Antoine-Denis Chaudet.
Par la suite, il se consacre à la sculpture d’ornements mais réalisa aussi un grand nombre de modèles pour diverses fabriques de bronze.
Ses réalisations pour la Cour du roi Charles X lui valurent  le titre de « sculpteur des fêtes et cérémonies de la Couronne. »
Il expose au salon du Louvre de 1808 à 1822 et obtient une médaille d’or en 1812.
Il résidait à Paris, au 4 de la rue des Filles-du-Calvaire.
Il est décédé à Paris le 14 août 1841.

## Ses œuvres
- Buste de Jean-Jacques Hettlinger : buste du directeur de la manufacture de Sèvres de 1793 à 1800 : buste en terre-cuite, au musée de Sèvres[3];
- Médaillon de Denis Pierre Jean Papillon de La Ferté : au Salon de 1811, conservé au château de Versailles[4];
- Statue de Henri IV : la statue originale, qui trônait sur le Pont Neuf, œuvre de Jean Bologne ayant été emportée par les tourmentes de la Révolution, Roguier fut chargé d’en refaire une réplique aussi fidèle que possible ; il produisit une statue provisoire, en plâtre, que put voir Louis XVIII lors de son entrée à Paris le 3 mai 1814 comme en témoigne une toile d'Antoine Ignace Melling conservée à Versailles[5]; le retour de Napoléon Ier empêcha l’aboutissement du projet ; toutefois, il en conserva l’idée et c’est François-Frédéric Lemot qui fut chargé de la réalisation définitive[6];
- Chapiteaux en marbre de la colonne de la Grande Armée : à Boulogne-sur-Mer ; le sculpteur a réalisé les chapiteaux en marbre de la « colonne des Bourbons » (elle prendra le nom de « colonne de la Grande Armée » en 1831) ; Roguier fut également pressenti pour exécuter les bas-reliefs de la colonne mais ses esquisses ne furent pas retenues[7];

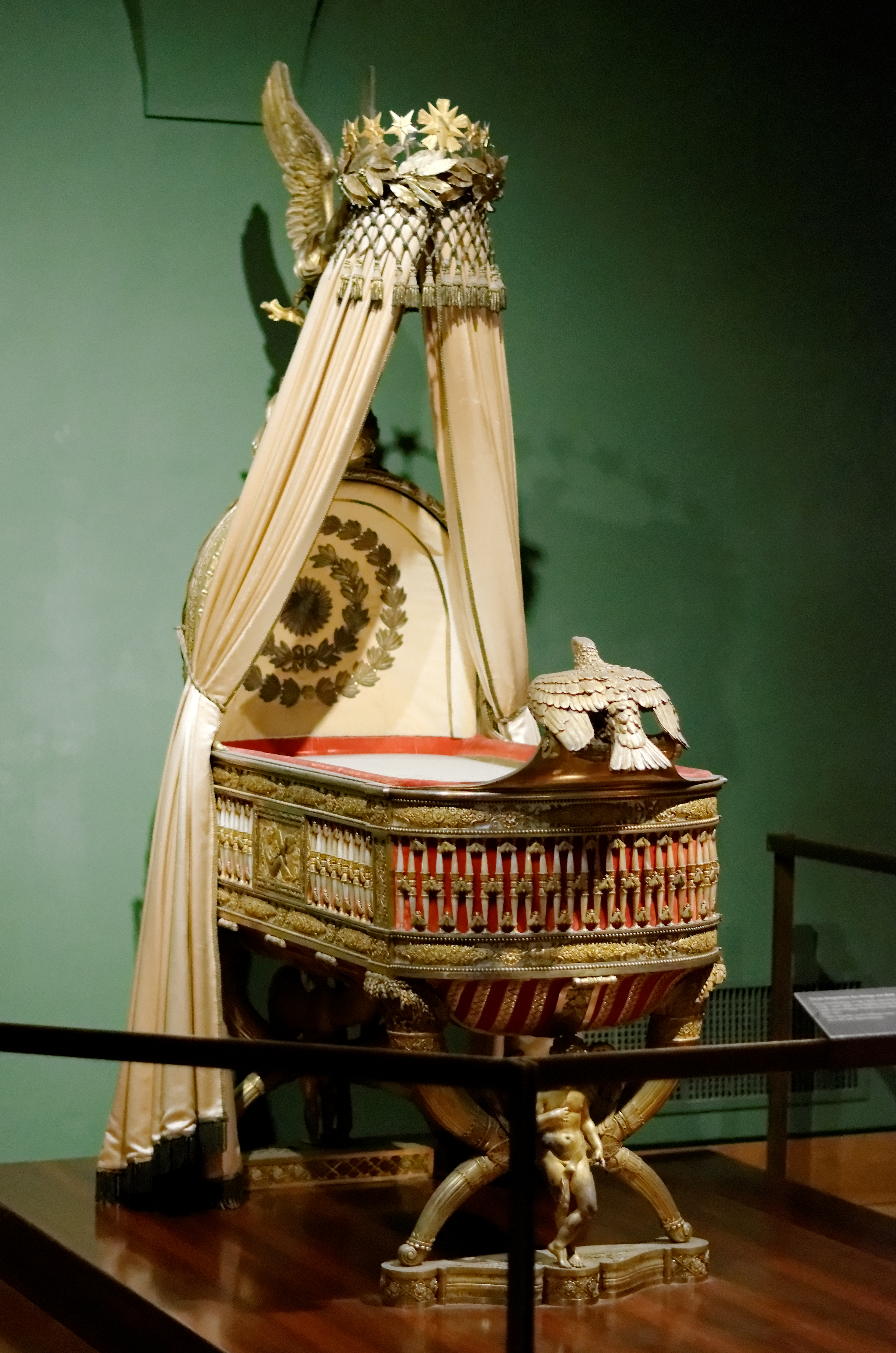
Le berceau du Roi de Rome

- Statue d’Abraham  Duquesne : statue en marbre (h. 1m), représentant l’amiral donnant l’ordre de bombarder Alger[8]; cette statue fait partie des huit œuvres qui, à la Restauration furent installées sur le pont Louis-XVI puis déplacée à Versailles sous Louis-Philippe Ier en 1832; ce grand marbre a été détruit au cours de la Seconde Guerre mondiale, lors des bombardements de l'École navale de Saint-Pierre-Quilbignon, le 11 août 1944, où il avait été envoyé en 1931 ; la modèle en plâtre fut exposé au salon de 1817 ; la maquette de cette statue, en terre-cuite, datée de 1816, a été acquise par le musée du Louvre en 2004[8];
- Médaillon de Bélanger : médaillon de la sépulture de François-Joseph Bélanger, architecte du Roi, au Cimetière du Père-Lachaise[9]; (d. 0,36 m), gravé par Louis-Marie Normand[10]; présenté au Salon de 1819;
- Psyché en vermeil de l’impératrice Marie-Louise: sur les dessins du peintre Pierre-Paul Prud'hon, il modela les figures des ornements de l’ensemble de toilette de l’Impératrice réalisé par Adrien Louis Marie Cavelier et Jean-Baptiste Claude Odiot offert par la ville de Paris, à l’occasion de son mariage avec Napoléon Ier[11];
- Berceau du Roi de Rome : à la naissance du prince impérial titré roi de Rome, Napoléon II, en 1811, la ville de Paris offrit à l’impératrice Marie-Louise, le berceau de son fils ; de grands artistes œuvrèrent à sa réalisation : le peintre Pierre-Paul Prud'hon fit les dessins, les bronziers et orfèvres Pierre-Philippe Thomire et Jean-Baptiste Claude Odiot fondirent et ciselèrent le meuble en argent doré, Roguier en modela les figures[12];
- Carrosse du sacre de Charles X : Roguier a collaboré à l’ornementation de la berline utilisé par le Roi lors de son sacre ; ce carrosse, dessiné par l’architecte Charles Percier, a été réalisé par le carrossier Duchesne, avec la participation de nombreux artistes dont H-V. Roguier et le peintre Pierre Claude François Delorme[13].

## Sources
- Dictionnaire des sculpteurs de l'école française au XVIIIe siècle. Tome 2 par Stanislas Lami, etc. (lire en ligne)
- Musée de peinture et de sculpture, ou Recueil des principaux tableaux, statues et bas-reliefs des collections publiques et particulières de l'Europe. Volume 15 (lire en ligne)